# Silvio Ceccato

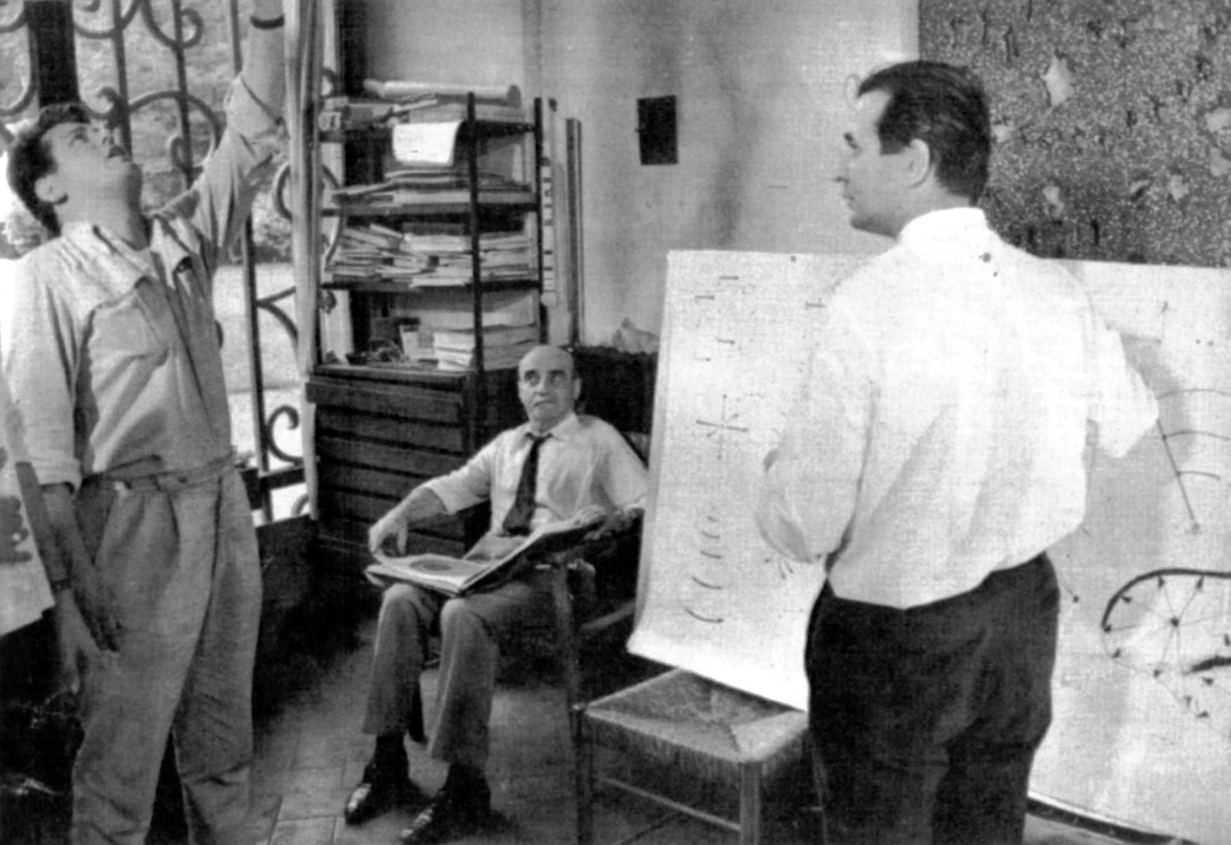
De izquierda a derecha, Silvio Ceccato, Lucio Fontana y Pino Parini en Milán en 1964

Silvio Ceccato (Montecchio Maggiore, 1914 – Milán, 2 de diciembre de 1997) fue un filósofo y lingüista  italiano.
Escribió numerosos ensayos, particularmente sobre cibernética. 
Fue uno de los primeros estudiosos italianos en interesarse en los procesos de traducción automática mediante lengua intermedia.
Junto con Vittorio Somenzi e Giuseppe Vaccarino fundó la Scuola Operativa Italiana en la década del 40, con el objetivo de generar modelizaciones que describan y expliquen la actividad mental y sus relaciones con el lenguaje.
La mente, desde este enfoque, es concebida como la suma de las actividades que el ser humano lleva a cabo con el objetivo de construir significados, almacenarlos en la memoria y expresarlos.